# Medie- och informationskunnighet
Medie- och informationskunnighet (förkortning MIK) är ett samlingsbegrepp för de kompetenser som gör att människor kan hantera, värdera och analysera det informationsflöde som förekommer via olika medietyper.
MIK handlar om att:
- förstå mediers roll i samhället
- kunna finna, analysera och kritiskt värdera information
- själv kunna uttrycka sig och skapa innehåll i olika medier

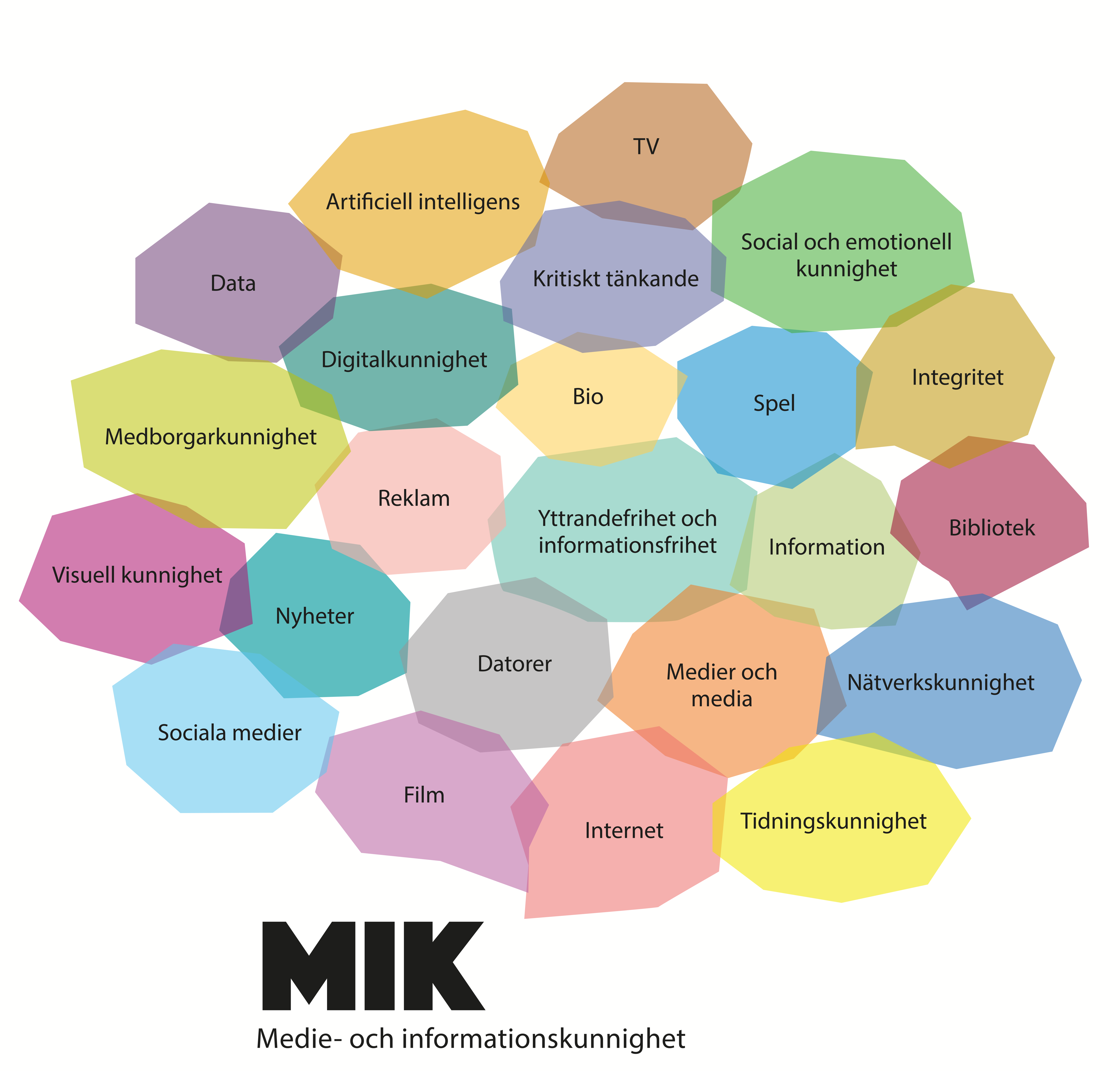
Beståndsdelar i MIK-ramverket, grafik 2022

MIK-ramverket består av ett antal moduler och en överblick över dessa ger en bra uppfattning om vad begreppet innehåller.
- Modul 1: En introduktion till medie- och informationskunnighet och andra nyckelkoncept
- Modul 2: Förstå information och teknologi
- Modul 3: Forskning, informationscykeln, digital informationshantering och upphovsrätt
- Modul 4: Möjligheternas och utmaningarnas internet
- Modul 5: Publiken som medborgare
- Modul 6: Representation i media och information: genus i blickfånget
- Modul 7: Hur media och teknik påverkar innehåll
- Modul 8: Integritet, dataskydd och du
- Modul 9: Medie- och informationskunnighet för att hantera desinformation och näthat i försvar av sanning och fred
- Modul 10: Reklam och MIK
- Modul 11: AI, social media och MIK
- Modul 12: Digital media, spel och traditionell media
- Modul 13: Media, teknik och målen om hållbar utveckling
- Modul 14: Kommunikation och information, MIK och lärande – en avslutande modul[3]

2011 gav UNESCO ut en skrift med riktlinjer för hur dessa kompetenser kan komma att användas i skola och lärarutbildning globalt. Skriften motiverar sitt innehåll med hänvisning till FN:s artikel om yttrandefrihet och åsiktsfrihet. 2021 har dessa uppdaterats men dragits tillbaka för revision.